# Luís Mascarenhas
Luís Filipe de Sousa Mascarenhas (4 de agosto de 1947) é um actor e dobrador português.

## Televisão
- A Casa da Aurora - 2023
- Festa é Festa - 2023
- Abandonados - 2023
- Lua de Mel - 2022
- Serafim em Pôr do Sol, RTP1 2021
- Dr. Carvalhal em 3 Mulheres, RTP1 2018
- Vidas Opostas, SIC 2018
- Inspector Max, TVI 2017
- Poderosas, SIC 2015
- Elenco principal, Júlio Gusmão em Os Nossos Dias, RTP1 2013
- Elenco principal em A Casa é Minha, TVI 2013
- Elenco adicional, Inspetor Machado em Destinos Cruzados, TVI 2013
- Participação especial em Maternidade, RTP 2012
- Elenco principal, Manuel no telefilme Vá Cavar Batatas, RTP 2012
- Participação especial em Velhos Amigos, RTP 2012
- Participação especial, Vítor em Laços de Sangue, SIC 2011
- Elenco principal, Lucas Cortês em Morangos com Açúcar, TVI 2010-2011
- Participação especial em Camilo, o Presidente, SIC 2010
- Elenco principal, Vários Papéis em Os Novos Malucos do Riso, SIC 2009
- Participação especial, Abílio Fernandes em A Minha Família, RTP 2009
- Participação especial, Ramiro em Liberdade 21, RTP 2009
- Participação especial, Diretor da Escola em Aqui não Há Quem Viva, SIC 2008
- Elenco principal, Maurício Fonseca em Podia Acabar o Mundo, SIC 2008
- Elenco principal, Vítor Santana em Chiquititas, SIC 2007-2008
- Participação especial, Miguel em Conta-me Como Foi, RTP 2007
- Participação especial, Dr. Simões em Vingança, SIC 2007
- Participação especial, Barman em Jura, SIC 2007
- Participação especial, Vítor Antunes em Floribella, SIC 2007
- Participação especial, Albano em Dei-te Quase Tudo, TVI 2005-2006
- Elenco principal, Vários Papéis em Os Malucos nas Arábias, SIC 2005
- Elenco principal, Vários Papéis em Malucos e Filhos, SIC 2005
- Elenco principal, Vários Papéis em Malucos na Praia, SIC 2005
- Participação especial, Horácio/Humberto em Inspector Max, TVI 2004-2005
- Elenco principal, Farmer em A Ferreirinha, RTP 2004
- Elenco principal, Passageiro do Navio em Maré Alta, SIC 2004
- Elenco principal em Uma Aventura no Ribatejo, SIC 2004
- Elenco principal, Simeão Pereira em Baía das Mulheres, TVI 2004
- Elenco principal, Arlindo em Olá Pai, TVI 2003
- Participação especial, Gouveia em Lusitana Paixão, RTP 2003
- Participação especial em A Minha Família É uma Animação, SIC 2002
- Participação especial em Cuidado com as Aparências, SIC 2002
- Participação especial em Camilo, o Pendura, RTP 2002
- Elenco principal, Américo Oliveira em A Jóia de África, TVI 2002
- Participação especial em O Espírito da Lei, SIC 2001
- Elenco principal, Hélder Saias em A Senhora das Águas, RTP 2001
- Elenco principal Vieira em Ajuste de Contas, RTP 2000-2001
- Participação especial em Crianças SOS, TVI 2000
- Participação especial em A Raia dos Medos, RTP 2000
- Participação especial em A Loja do Camilo, SIC 2000
- Participação especial, Artur Gavião em Conde D'Abranhos, RTP 2000
- Elenco principal em As Pupilas do Senhor Doutor, TVI 2000
- Elenco principal, Manhas em Bairro da Fonte, SIC 2000-2003
- Participação especial em O Fura-Vidas, SIC 1999-2001
- Elenco principal, Lindolfo Tadeu em Clube dos Campeões, SIC 1999-2000
- Participação especial, Marido de Júlia em Jornalistas, SIC 1999
- Participação especial em Mãos à Obra, RTP 1999
- Elenco principal, Silva Cunha em A Hora da Liberdade, SIC 1999
- Participação especial, Inspector em Nós os Ricos, RTP 1999
- Participação especial, João Simões em Esquadra de Polícia, RTP 1999
- Participação especial em  Médico de Família, SIC 1999
- Participação especial em Uma Casa em Fanicos, RTP 1998
- Participação especial em Camilo na Prisão, SIC 1998
- Participação em O Jardim da Celeste, RTP 1997
- Participação especial, Américo em Polícias, RTP 1996
- Participação especial, Manuel em Pensão Estrela, SIC 1996
- Participação especial, Relógio em Novacek, FR2 1996
- Participação especial em Queridas e Maduras, RTP 1995
- Elenco principal, Vários Papéis em Malucos do Riso, SIC 1995-2005
- Elenco principal, Perdigão em Desencontros, RTP 1994-1995
- Participação especial, Doutor/Oliveira/Teixeira do Lobato em Nico D'Obra, RTP 1993-1996
- Participação especial, Rocas Antão em Sozinhos em Casa, RTP 1993
- Elenco principal em O Café do Ambriz, RTP 1991
- Participação especial, Viriato em O Mandarim, RTP 1990
- Elenco principal em O Cacilheiro do Amor, RTP 1990
- Participação especial em Crime à Portuguesa, RTP 1989
- Elenco principal em Caixa Alta, RTP 1989
- Elenco principal em Ricardina e Marta, RTP 1988
- Participação especial, Cliente do Bar em Clubíssimo, RTP 1988
- Elenco principal, Vários Papéis em Eu Show Nico, RTP 1988
- Elenco principal em Badarosíssimo, RTP 1985
- Elenco principal em 1, 2, 3, RTP 1985
- Fim de Século - 1984[2]
- Elenco principal, Vários Papéis em O Foguete, RTP 1983
- Elenco principal em O Espelho dos Acácios, RTP 1979
- Elenco principal em Ivone a Faz Tudo, RTP 1978
- Elenco principal em Nicolau no País das Maravilhas, RTP 1975
- Riso e Ritmo, RTP 1969

## Cinema
- A Santa Aliança - 1980
- Non, ou a Vã Glória de Mandar - 1990[3]
- Amo-Te Teresa - 2000
- Capitães de Abril - 2000
- Camarate - 2001
- Viúva Rica Solteira Não Fica - 2006[4]
- Call Girl - 2007[5]
- Amália - O Filme - 2008[6]
- Uma Aventura na Casa Assombrada - 2009[7]
- A Bela e o Paparazzo - 2010
- Axilas - 2016
- Chouriço Santo - 2022
- Sombras Brancas - 2023
- Revolução Sem Sangue - 2024

## Teatro
- 1967 - Pimpinela - Teatro Monumental[8]
- 1968 - Lisboa é Sempre Mulher - Teatro Monumental
- 1969 - Ri-te, Ri-te - Teatro Monumental[9]
- 1971 - Branca de Neve - Teatro Capitólio
- 1973 - Tudo a Nu - Teatro ABC[10]
- 1974 - Uma no Cravo, Outra na Ditadura - Teatro ABC[11]
- 1975 - Afinal Como É? - Teatro ABC [12]
- 1976 - A Vida é Boa - Teatro ABC[13]
- 1981 - Não Há Nada Que Me Escape! - Teatro Monumental[14]
- 1987 - Cá Estão Eles - Teatro Laura Alves[15]
- 1991 - Andamos Todos ao Mesmo! - Digressão (produtora Cartaz)
- 1992 - A Criada é Fixe - Teatro Maria Matos[16]
- 1992 - A Ópera dos Três Vinténs - Teatro Aberto[17]
- 1996 - Todos ao Parque - Teatro Maria Vitória
- 2007 - A Desobediência - Teatro da Trindade
- 2010 - Mais Respeito Que Sou Tua Mãe - Casino do Estoril[18]
- 2012 - A Curva da Felicidade - Digressão[19]
- 2014 - O Noivado do Dafundo - Dramax Oeiras[20]
- 2016 - Bagunçada à Portuguesa - Digressão[21]
- 2017 - Mais Respeito Que Sou Tua Mãe - Teatro Villaret[22]
- 2020 - Mais Respeito Que Sou Tua Mãe (reposição) - Teatro Villaret[22]
- 2025 - Fim de Semana com os Sogros - Teatro Independente de Oeiras[23]

## Dobragens
- Papa Júlio[24] em Coco (2017)
- Dr. Jumba Jukiba[25] em Lilo & Stitch (2002)
- Fa Zhou[26] em Mulan (1998)
- Capitão Haddock em As Aventuras de Tintin: O Segredo do Licorne (2011)[27]